# تنظير المهبل

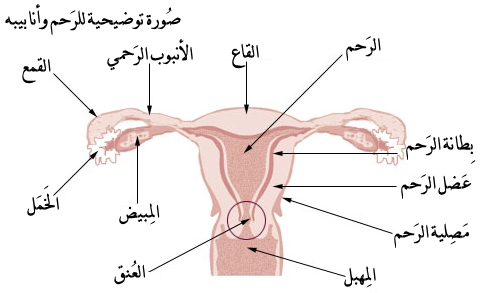
في هذا المخطط، تم تحديد قناة عنق الرحم بدائرة في قاعدة الرحم. الجزء المهبلي لعنق الرحم يبرز داخل المهبل. منطقة التحول، في فتحة عنق الرحم إلى المهبل، هي المنطقة حيث تحدث معظم التغييرات غير الطبيعية للخلايا

عملية منظار المهبل  هي إجراء تشخيصي طبي لفحص صورة مكبرة ومضاءة لعنق الرحم وأنسجة المهبل والفرج. يمكن من خلال فحص هذه المنطقة اكتشاف العديد من الآفات السرطانية الخبيثة وقبل السرطانية والتي يكون لها خصائص ملموسة تتم العملية عن طريق استخدام المنظار المهبلي، والذي يتيح صورة مكبرة لهذه المنطقة، مما يسمح لأخصائي المناظير تمييز الأنسجة الطبيعية من غير الطبيعية بصريا وأخذ العينات الموجهة لإجراء فحوصات مرضية أخرى. والهدف الرئيسي من المنظار المهبلي هو منع سرطان عنق الرحم عن طريق الكشف عن الآفات السابقة للتسرطن في وقت مبكر ومعالجتها. وقد طور هذا الإجراء في عام 1925، من قبل الطبيب الألماني هانز هينزلمان.
ويمكن استخدام منظار متخصص مزودة بكاميرا لفحص وجمع الأدلة يستخدم في التحقيق لضحايا الاغتصاب والاعتداء الجنسي.

## دواعي استخدام المنظار المهبلي
معظم النساء يخضعن للفحص لمواصلة التحقيق في الشذوذ الخلوي الذي يظهر على مسحة المهبل. دواعي استخدام الأخرى للمرأة أن تجري عملية المنظار المهبلي تشمل:
- تقييم التعرض لمستحضر diethylstilbestrol في الرحم، * نقص المناعة مثل حالات الإصابة بفيروس نقص المناعة البشرية (الإيدز)، أو مرضى زرع الأعضاء
- مظهر غير طبيعي لعنق الرحم كما لوحظ من قبل مقدم الرعاية الصحية الأولية
- كجزء من فحص الطب الشرعي للاعتداء الجنسي [3]

العديد من الأطباء يعتمدوا في تقييمهم واتخاذ قرارات العلاج على التقرير "المبادئ التوجيهية لإدارة التشوهات النسيجية ومؤشرات سرطان عنق الرحم"، الذي أصدرته الجمعية الأمريكية لأمراض عنق الرحم، والتنظير المهبلي، خلال مؤتمر أيلول / سبتمبر 2001.

## الإجراء

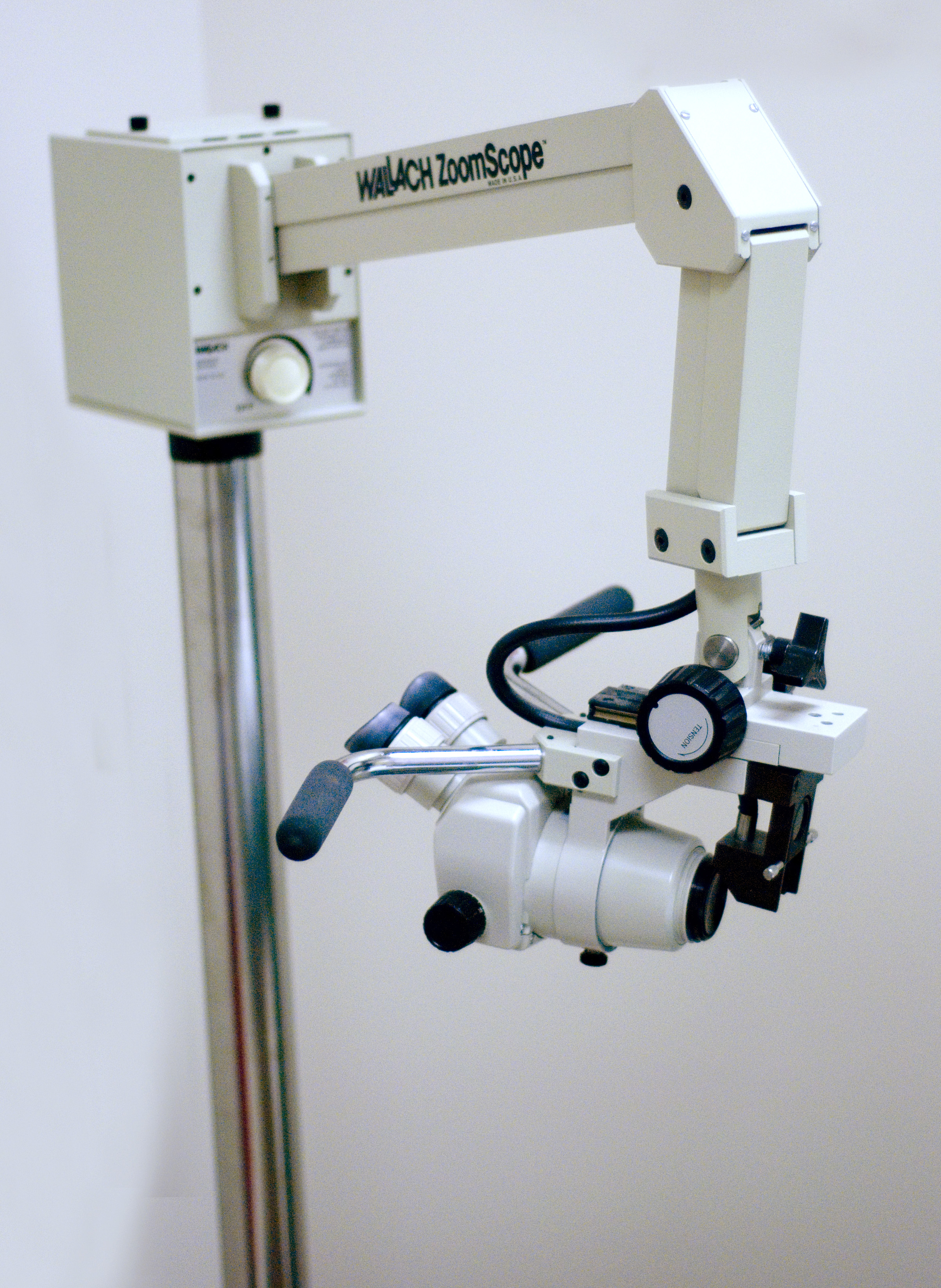
المنظار المهبلي

خلال عملية التقييم الأولي، يتم الحصول على التاريخ الطبي للمريضة، بما في ذلك عدد حالات الحمل السابقة، وعدد الولادات السابقة، وموعد آخر دورة شهرية، واستخدام وسائل منع الحمل، وأي نتائج سابقة غير طبيعية لمسحة المهبل، والحساسيات، والتاريخ الطبي الماضي المهم، وأي أدوية أخرى والإجراءات السابقة لعنق الرحم، والتدخين. في بعض الحالات قد يتم أداء اختبار الحمل قبل عمل المنظار. يوصف هذا الإجراء بشكل كامل للمريضة، ويتم الإجابة على الأسئلة ان وجدت، وتقوم المريضة بعد ذلك بالتوقيع على استمارة الموافقة.
ويستخدم المنظار لتحديد مؤشرات واضحة موحية بوجود أنسجة غير طبيعية. وهو يعمل كمجهر ثنائي العدسات لرؤية صورة مكبرة ومضاءة لعنق الرحم والمهبل وسطح الفرج. ويمكن استخدام القوة الصغيرة (2x إلى 6x) للحصول على انطباع عام عن بنية السطح. وتستخدم القوة المتوسطة (8x إلى 15x) والعالية (15x إلى 25x) لتقييم المهبل وعنق الرحم. القوى الأكبر غالبا ما تكون ضرورية لتحديد أنماط معينة للأوعية الدموية التي قد تشير إلى وجود الآفات السابقة للتسرطن أو السرطانية. توجد مرشحات ضوء مختلفة لتسليط الضوء على جوانب مختلفة من سطح عنق الرحم. يتم وضع محلول حمض الخليك أو محلول اليود (لوجول أو شيلر) على السطح لتحسين التصور للمناطق غير الطبيعية.
يتم التنظير المهبلي لامرأة مستلقية على ظهرها، وتوضع الساقين في مثبتات، والأرداف عند الحافة السفلى من المنضدة (الوضع المعروف بوضع تفتيت حصاة المثانة الظهري). يوضع المنظار في المهبل بعد فحص الفرج للبحث عن أي آفات مشبوهة.
يوضع حمض الخليك ثلاثة في المئة إلى عنق الرحم باستخدام قطعة قطن. منطقة التحول هي منطقة أساسية في عنق الرحم حيث العديد من الآفات السابقة للتسرطن وسرطانية تنشأ في معظم الأحيان. القدرة على رؤية منطقة التحول والمدى الكامل لأي آفة تم رؤيتها يحدد ما إذا كان إجراء الفحص بالمنظار حقق فعاليته.
غالبا ما تؤخذ في الاعتبار مناطق عنق الرحم التي تتحول للأبيض بعد وضع حمض الخليك أو يكون لها نمط غير طبيعيفي الأوعية الدموية كمناطق لأخذ عينات. إذا لم تكن هناك آفات واضحة، قد يكون وضع محلول اليود لعنق الرحم للمساعدة في تسليط الضوء على المناطق غير السليمة.
بعد إجراء فحص كامل، يحدد اخصائي المناظير المناطق أكثر المناطق الغير طبيعية وضوحا ويمكن الحصول على عينات من هذه المناطق باستخدام أداة سحب عينات طويلة. معظم الأطباء والمرضى يعتبرون ان استخدام التخدير لا لزوم له، ومع ذلك يوصي بعض الأطباء الآن باستخدام مخدر موضعي مثل ليدوكائين أو حاجز عنق الرحم لتقليل انزعاج المريض، ولا سيما إذا تم أخذ عينات كثيرة.
بعد أخذ العينات يتم في كثير من الأحيان القيام بعملية كحت لعنق الرحم. وتستخدم عملية كحت عنق الرحم مكحت طويل ومستقيم أو فرشاة خلوية (مثل الفرش المنظفة للأنابيب الصغيرة) لمسح الجزء الداخلي لقناة عنق الرحم. لا ينبغي أبدا إجراء كحت عنق الرحم على المرأة الحامل. يتم وضع محلول مونسل Monsel عن طريق قطعة كبيرة من القطن لسطح عنق الرحم للسيطرة على النزيف. هذا المحلول يبدو مثل الخردل أو المسطردة ويتحول للأسود عند التعرض للدم. بعد إجراء هذه العملية يتم طرد هذه المواد بشكل طبيعي: يمكن للمرأة أن تتوقع خروج افرازات تشبه القهوة المطحونة لمدة تصل إلى عدة أيام بعد العملية. كبديل لذلك، يستخدم بعض الأطباء نترات الفضة لوقف النزيف.

## المضاعفات
ليس من الشائع حدوث مضاعفات كبيرة من المنظار المهبلي، ولكنها قد تشمل النزيف، والعدوى في موقع سحب العينة أو بطانة الرحم، والفشل في التعرف على الآفة. محلول مونسل Monsel ونترات الفضة يتداخلان مع تفسير العينة المسحوبة، لذلك لا ينبغي أن توضع هذه المواد إلى أن يتم سحب جميع العينات. بعض المرضى يشعرون بدرجة من عدم الارتياح خلال الكحت، وأيضا أثناء سحب العينة.

## المتابعة
المتابعة الجيدة أمر حاسم لنجاح هذا الإجراء. فيروس الورم الحليمي البشري هو العدوى الشائعة، والسبب الكامن وراء معظم النمو السرطاني لعنق الرحم. ينبغي نصح ومشورة المرأة على فوائد الجنس الآمن (المحمي) للحد من المخاطر التي يتعرضون لها من الإصابة ونشر فيروس الورم الحليمي البشري. أشارت دراسة إلى أن البروستاجلاندين الموجود في السائل المنوي قد يزيد من نمو أورام عنق الرحم والتي تؤثر على المرأة وأنه من الممكن أن تستفيد النساء من استخدام الواقي الذكري.
تدخين النساء يمهد لتطوير تشوهات عنق الرحم. برنامج وقف التدخين ينبغي أن يكون جزءا من خطة العلاج للنساء اللواتي يدخن.
بدون العلاج المناسب، قد تتطور التشوهات الطفيفة إلى آفات سرطانية. يوجد علاجات مختلفة للآفات الكبيرة، معظمها عن طريق الكي بالتبريد أو بالكهرباء أو المحي بالليزر.

## تقنيات المستقبل
التنظير المهبلي هو الأداة الأولى في العالم المتقدم لتشخيص تشوهات عنق الرحم بعد مسحة المهبل الغير طبيعية. الإجراء يتطلب موارد كثيرة ويمكن أن يكون القيام بها مكلفا، مما يجعلها أداة الفحص أقل من مثالية.
تستخدم تقنيات التصوير الأحدث في الأفق الضوء واسع النطاق (على سبيل المثال التصوير المباشر، التصوير بالمنظار، والتنظير المهبلي)، وطرق الكشف الإلكترونية (على سبيل المثال، المجس القطبي والرؤية الطيفية داخل الجسم). هذه التقنيات هي أقل تكلفة ويمكن القيام بها مع التدريب أقل بكثير. في الوقت الحالي، هذه التقنيات الأحدث لم يصادق عليها من قبل التجربة على نطاق واسع ولا تستعمل عامة.

## وصلات خارجية
- (بالإنجليزية) التنظير المهبلي ومعاملة عنقية إينتربيثليل : دليل المبتدئين (مجموعة فحص IARC)
- (بالإنجليزية) الجمعية الأمريكية لعلم الأمراض التنظير المهبلي وعنق الرحم
- (بالإنجليزية) Jo's Trust تفاصيل حول ما ينطوي عليه التنظير المهبلي.